# Liste des clos de Paris

Paris sous Philippe Auguste. Les clos sont bien visibles hors les murs.

Sous Philippe Auguste, il existait à Paris de nombreux clos ou enclos, qui étaient des propriétés caractérisées par le mur qui les ceignait. Dans les clos se trouvaient le plus souvent quelques bâtiments et un jardin ou des champs. Ils étaient particulièrement nombreux rive gauche, comme l'attestent les plans de l'époque.

## Liste

### Rive droite de la Seine
- En amont de la Grève :
  - Clos de Saint-Gervais : entre les rues Saint-Gervais, des Coutures-Saint-Gervais et du Temple
  - Clos de Saint-Éloi (ou cimetière Saint-Éloi) et ses dépendances : à l'emplacement de l'église, la rue et l'hôtel Saint-Paul, ainsi que l'Arsenal
  - Clos Margot, propriété du couvent des Célestins sur lequel on a ouvert, en 1640, la rue Saint-Claude au Marais.
  - Entre la rue Saint-Denis et la portion orientale de Paris :
    - Enclos du Temple
    - Enclos Saint-Martin
    - Enclos Saint-Merri
    - Enclos Saint-Magloire

  - Champeaux : entre la rue Saint-Denis et le Palais-Royal : les Halles, l'église Saint-Eustache, et les rues Croix-des-Petits-Champs et des Petits-Champs y furent établies
  - Grands-Marais : au nord de ces lieux, entre Paris et Montmartre, s'étendait un vaste marais depuis la rue Saint-Antoine jusqu'au-dessus du village de Chaillot. Ce marais, arrosé par les eaux pluviales venant de Paris et par le ruisseau de Ménilmontant, fut concédé en 1154 par les chanoines de Sainte-Opportune à divers particuliers pour être défriché, à raison de douze deniers par arpent.
  - Ville l'Évêque : au-delà de ce marais, ferme ou séjour champêtre de l'évêque de Paris, qui devint par la suite un village.

- Entre Paris et Montmartre :
  - Clos de Malevart : connu ensuite sous le nom de la Courtille
  - Clos Georgeau : en bas de la butte Saint-Roch qui a donné son nom à une rue, la rue du Clos-Georgeau, qui rejoint la rue Traversière-Saint-Honoré à la rue Sainte-Anne
  - Clos Gauthier ou des Masures : la rue Saint-Pierre-de-Montmartre y a été ouverte
  - Clos du Hallier également appelé « clos des Halliers » et « clos-Hallier » qui s'étendait de la rue des Jeûneurs au grand égout (emplacement de la rue Richer), à l'ouest de la rue du Faubourg-Poissonnière. La partie au sud de la rue Bergère était située dans la censive de l'archevêché, celle entre la rue Bergère et le grand égout de la censive du chapitre de Sainte-Opportune[1].
  - Clos Cadet[2]
  - Clos Saint-Lazare également appelé « clos des missionnaires de Saint-Lazare »[2]
  - Clos Longueil[2]
  - Clos Saint-Charles
  - Clos Saint-Laurent

### Rive gauche de la Seine
- Les clos des abbayes contenant respectivement l'église abbatiale, les bâtiments conventuels, cours et jardins:
  - Clos de Sainte-Geneviève, voir abbaye Sainte-Geneviève
  - Clos de Saint-Germain-des-Prés, voir abbaye Saint-Germain-des-Prés
  - Clos de Saint-Victor, voir abbaye Saint-Victor

- Clos des Arènes : compris entre les rues Lacépède, du Cardinal-Lemoine et Saint-Victor
- Clos Bruneau : deux clos portaient ce nom à Paris, l'un dans le 5e arrondissement actuel et l'autre dans le 6e arrondissement actuel :
  - Le plus grand et le plus ancien contenait l'espace compris entre le boulevard Saint-Germain, et les rues des Carmes, de Lanneau et Jean-de-Beauvais. À la suite d'une transaction en 1202 entre l'Abbaye de Sainte-Geneviève et l'évêque Paris Eudes de Sully propriétaire du clos, les vignes sont arrachées en contrepartie d'avantages consentis par l'abbaye à ceux qui s'y établiraient. Ce territoire qui reste dans la censive de l'évêque est rattaché à la paroisse Sainte-Geneviève[3].
  - Le deuxième était situé au voisinage de l'Odéon, entre les rues de Tournon et de l'Odéon. La rue de Condé a été ouverte sur ce dernier clos.
- Clos du Chardonnet : l'église Saint-Nicolas-du-Chardonnet y fut construite. Elle était entourée de la Terre d'Alez, du clos de Garlande, du clos Mauvoisin et du clos Tyron
- Clos l'Évêque : près du clos de Garlande
- Clos de Laas ou « clos de Lias », planté de vignes, ce clos s'étendait, en 1179, de l'actuelle rue de la Huchette au collège Mazarin en passant par la rue Saint-André-des-Arts[4].
- Clos de Meauvoisin (ou Mauvoisin) et Clos de Garlande : tous deux voisins du clos du Chardonnet, ils étaient séparés par la rue Galande, ils avoisinaient la place Maubert et ont appartenu longtemps au même propriétaire. Le Clos de Garlande était initialement un fief. L'abbaye de Sainte-Geneviève, propriétaire seigneurial du clos de Mauvoisin, dont Mathieu II avait l'usufruit accorda en 1202 des avantages aux hôtes qui s'y établiraient, ce qui amena l'urbanisation de ce territoire auparavant planté e vignes[3].

- Clos des Métairies, voir clos des Poteries
- Clos Saint-Étienne-des-Grès : contigu à l'église Saint-Étienne-des-Grès et au clos de Sainte-Geneviève. Le pressoir du Roi était situé près de ce clos.
- Clos de Saint-Germain-des-Prés, voir ci-dessus clos des abbayes
- Clos Saint-Médard
- Clos Saint-Marcel
- Clos Saint-Sulpice : il s'étendait sur une partie de l'emplacement du jardin du Luxembourg
- Clos Saint-Symphorien : planté de vignes et compris entre les rues des Cholets (anciennement « rue Saint-Symphorien-des-Vignes »), de Reims, de l'Arbalète et de Saint-Étienne-des-Prés
- Clos Saint-Victor : outre le clos contenant les édifices abbatiales (voir clos des abbayes ci-dessus), il existait un clos Saint-Victor, compris entre les rues du Saint-Victor, Rollin, des Boulangers, et le clos des Arènes
- Clos de Sainte-Geneviève : voir clos des abbayes ci-dessus
- Clos Tyron : appartenant à l'abbé du monastère de Tiron ; compris entre les rues du Cardinal-Lemoine et des Boulangers et voisin du clos du Chardonnet.
- Clos Vignerai : il occupait une autre partie du jardin du Luxembourg et de l'enclos des Chartreux
- Clos des Vignes, ou Courtille : appartenant à l'abbaye de Saint-Germain-des-Prés et s'étendait depuis la rue des Saints-Pères jusqu'aux rues Saint-Benoît et de l'Égout
- Clos des Poteries ou des Métairies : clos planté de vignes situé vers le faubourg Saint-Marceau et auquel menait la « rue des Poteries » citée en 1540 dans le terrier du roi. Elle fut ultérieurement nommée rue des Postes (actuellement rue Lhomond).
A l'emplacement de ce clos fut ouverte la « rue Saint-Étienne », attestée en 1603, appelée aussi « rue Neuve-Saint-Étienne ». Rebaptisée ensuite « rue des Vignes » elle fut fermée et transformée en impasse sous la dénomination « cul-de-sac des Vignes » et finalement absorbée par l'actuelle rue Rataud.
- Clos Payen : clos de grande étendue ayant appartenu à un particulier nommé Payen qui y possédait une maison et laissa son nom à la « rue Payen » par laquelle on accédait à la propriété en longeant sa limite nord-ouest. Cette rue prit en 1636 le nom de « rue de la Barrière » (actuelle rue du Champ-de-l'Alouette) en raison de la clôture qui la longeait. De là, le clos s'étendait vers le sud (Petit-Gentilly) entre le « chemin de Gentilly » (rue de la Glacière) à l'ouest et la rive gauche de la Bièvre (rue Paul-Gervais) à l'est. Il se situerait de nos jours de part et d'autre du Boulevard Auguste Blanqui.
- Faubourg Saint-Jacques
  - Clos des Jacobins : au-delà des murs de l'enceinte de Philippe Auguste vers le faubourg Saint-Jacques, les Jacobins possédaient un terrain assez vaste, entouré de murailles ; il était situé au nord du clos des Bourgeois, dont il n'était séparé que par la rue d'Enfer. Il était borné par les fossés de la ville, par la rue d'Enfer et la rue Saint-Jacques
  - Clos des Mureaux, ou des Francs-Mureaux : précédemment de Cuvron (registres de Notre-Dame, (compte des heures de 1387), antérieurement Murellis (XIVe siècle, plus anciennement Murelli (milieu du XIIIe siècle[5], situé faubourg Saint-Jacques, au sud du clos le Roi. La rue de la Bourbe était sa limite sud.
  - Clos le Roi : c'est sur son emplacement qu'ont été construits l'hôpital et l'église Saint-Jacques-du-Haut-Pas
  - Clos Drapelet et clos Entechelière, situés dans ce faubourg. Leurs emplacements exacts sont inconnus[6]. Selon l’historien Gustave Pessard, le clos Drapelet est situé à l’emplacement de la Sorbonne[7].

- Faubourg Saint-Médard :
  - Clos du Breuil
  - Clos des Morsfossés ou Mors-fossés
  - Clos des Treilles
  - Clos de Copeau
  - Clos de Gratard
  - Clos des Saussayes
  - Clos de la Cendrée

- Clos des Bourgeois ou de la Confrérie des Bourgeois de Paris : il était situé entre les rues d'Enfer et Saint-Jacques, au nord du clos le Roi
- Clos des Avocats (ou pré des Avocats), entre la rue de la Santé et la rue de l’Oursine[8]

- Terre d'Alez : vaste territoire qui s'étendait depuis le clos du Chardonnet jusqu'au confluent de la Bièvre et de la Seine. Il comprenait l'abbaye Saint-Victor et ses dépendances, et l'emplacement du jardin des plantes. Au XVe siècle, on y voyait encore la rue d'Alez qui était parallèle à la rue des Fossés-Saint-Bernard.